# گورستان تندبین ۲
گورستان تندبین ۲ مربوط به دوران پیش از تاریخ ایران باستان - است و در شهرستان طوالش، بخش مرکزی، روستای تندبین واقع شده و این اثر در تاریخ ۱۱ مهر ۱۳۸۳ با شمارهٔ ثبت ۱۱۱۵۳ به‌عنوان یکی از آثار ملی ایران به ثبت رسیده است.